# SODAR

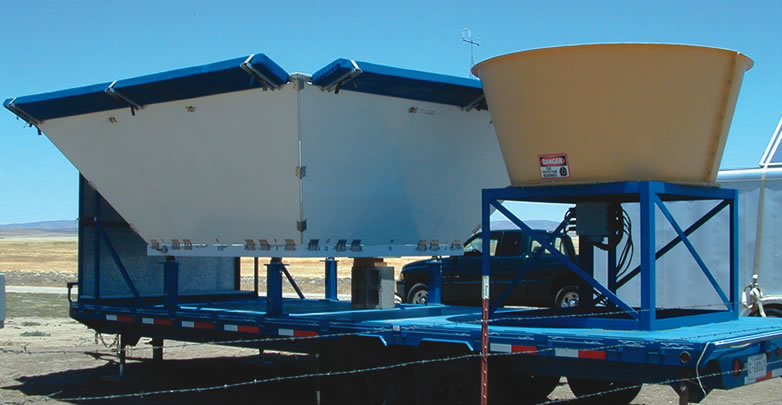
SODAR

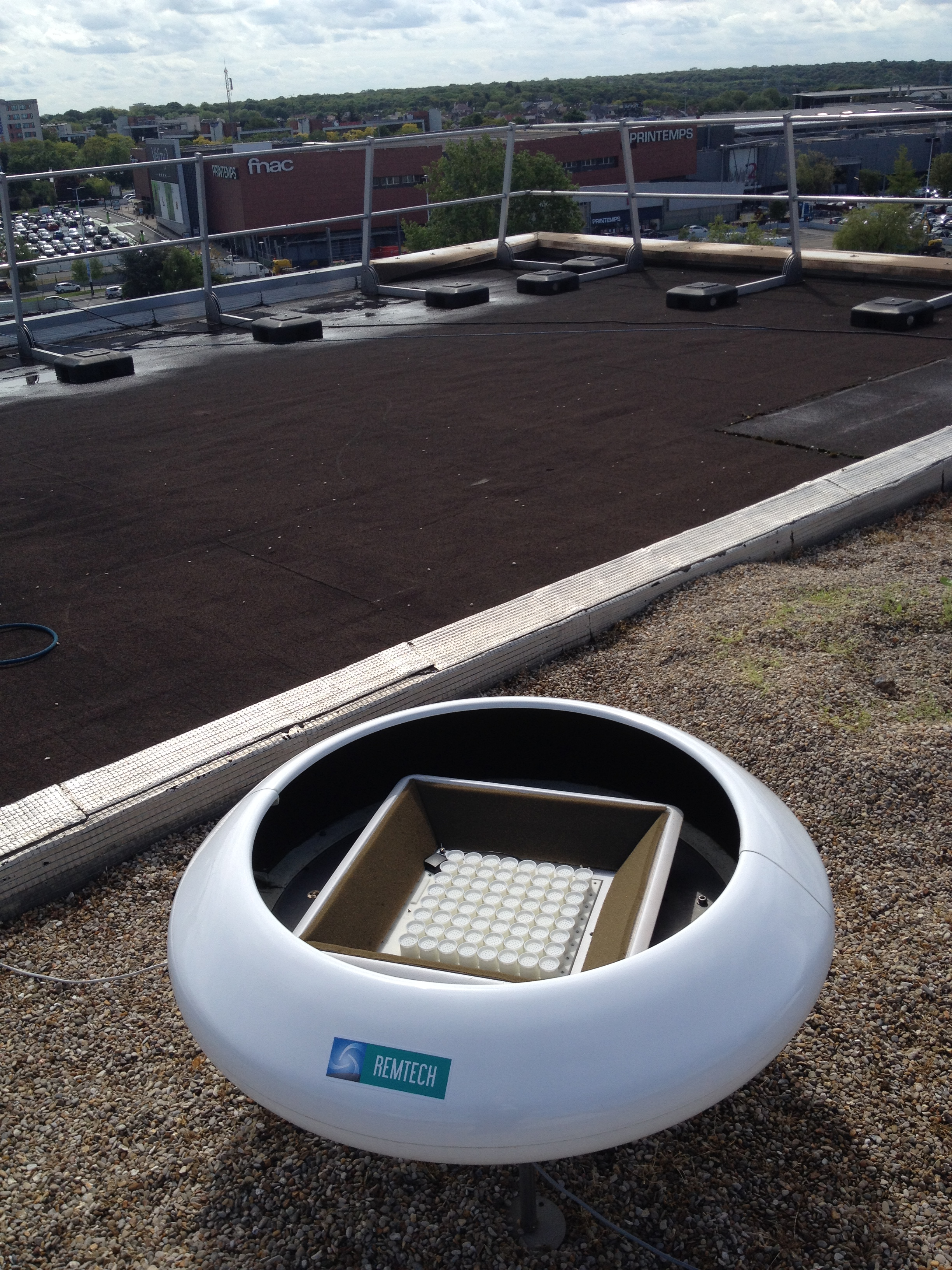
Portables SODAR-Gerät

SODAR (Akronym von Sound Detecting And Ranging) ist ein akustisches Fernmessverfahren zur Windmessung in der unteren Atmosphäre.

## Messprinzip
Beim SODAR werden vom Boden aus Schallimpulse gebündelt in die Erdatmosphäre (genauer Peplosphäre, d. h. in deren untere Schichten) abgestrahlt. Ein Teil des Schalls wird durch Inhomogenitäten, die von der thermodynamischen Struktur der Atmosphäre hervorgerufen werden, zurückgestreut und wieder empfangen. Aus der Laufzeit, der wieder empfangenen Intensität sowie der durch den Dopplereffekt bedingten Frequenzverschiebung des zurückgestreuten Schalles lässt sich die Windrichtung und Windgeschwindigkeit in unterschiedlichen Höhen bestimmen.
SODAR-Geräte sind oft transportabel und arbeiten kontinuierlich und automatisch. Sie werden als Ergänzung zur Windmessung am Boden eingesetzt. Die Geräte können Daten ab Höhen von beispielsweise 10 bis 40 m bis maximal beispielsweise 200 bis 600 m über dem Boden mit einer vertikalen Auflösung von 5 bis 20 m liefern.
Es werden zwei verschiedene Verfahren angewendet:
Sogenannte Monostatische Geräte messen den zurückgestreuten Schall, wobei Sender und Empfänger identisch sind. Über die Steuerung wird zwischen Senden und Empfangen umgeschaltet. Daten können aus vielen Höhenschichten erfasst werden. Um Windgeschwindigkeit und -richtung bestimmen zu können, werden beispielsweise drei Schallbündel abgestrahlt, die zur Senkrechten in drei Richtungen leicht geneigt sind.
Sogenannte bistatische Geräte haben räumlich getrennt aufgestellte Sende- und Empfangseinheiten, zwischen denen ein größerer Entfernungs- und Seitenwinkelabstand eingehalten wird. Im Gegensatz zum monostatischen Typ können Daten nur aus einer begrenzten Höhenschicht erfasst werden.

## Technische Realisierung
Es werden Frequenzen im Hörbereich verwendet, beispielsweise 4,3 kHz oder auch mehrere Frequenzen um 5,5 kHz.
Die Abstrahlung der Schallbündel erfolgt zum Beispiel in drei fixe Richtungen (Versatz 120°, Strahlwinkel 12°, Neigung 17°) mittels off-axis-Parabolspiegeln und Hornlautsprechern, die auch dem Empfang dienen.
Eine weitere Möglichkeit sind Phased-Array-Antennen in Form eines Lautsprecherfeldes. Hierbei sind, ohne bewegte Teile, Neigung und Richtung variabel.
Die Leistungsaufnahmen der Geräte liegt lediglich im zweistelligen-Watt-Bereich, es werden schalldämmende Maßnahmen zum Schutz der Umgebung angewendet. Manche Einheiten arbeiten autonom und sind in allen Klimabereichen ganzjährig einsetzbar.

## Nutzung
Neben der Nutzung für die Meteorologie kann das SODAR auch für die Bewertung eines Standorts für eine Windkraftanlage genutzt werden, ohne dass ein Windmessmast aufgestellt werden muss. Die Windgeschwindigkeiten und -richtungen und die Turbulenz wird dabei über ein Jahr aufgezeichnet.